# Ballenstedt
Ballenstedt est une petite ville d'Allemagne du district de l'arrondissement de Harz, dans le land de Saxe-Anhalt. Elle est surtout connue pour son château, une résidence ancestrale de la maison d'Ascanie et des princes d'Anhalt.

## Géographie
Ballenstedt est située à la limite nord-est du massif du Harz entre Quedlinbourg au nord-ouest et Aschersleben à l'est.

## Histoire
| Appartenances historiques Principauté d'Anhalt 1212-1252 Principauté d'Anhalt-Aschersleben 1252-1315 Principauté d'Anhalt-Bernbourg 1315-1468 Principauté d'Anhalt-Dessau 1468-1561 Principauté d'Anhalt-Zerbst 1561-1570 Principauté d'Anhalt 1570-1603 Principauté d'Anhalt-Bernbourg 1603-1803 Duché d'Anhalt-Bernbourg 1803-1863 Duché d'Anhalt 1863–1918 République de Weimar 1918–1933 Reich allemand 1933–1945 Allemagne occupée 1945–1949 République démocratique allemande 1949–1990 Allemagne 1990–présent |

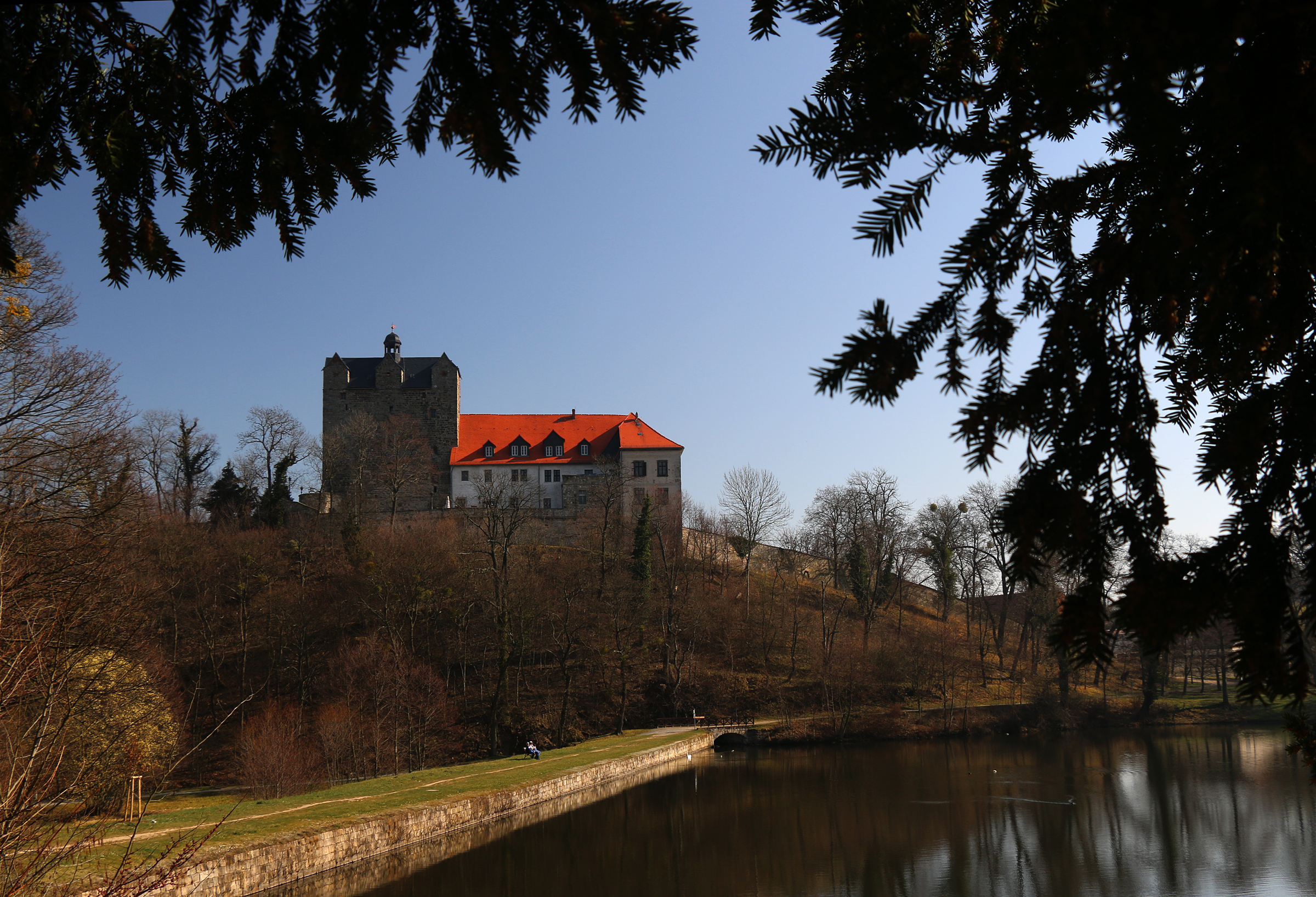
Le château de Ballenstedt.

Bien que le premier document mentionnant la localité en Saxe ne date que de 1073, le noble Esico, mentionné dans les chroniques d'Annalista Saxo comme un comte dans la région d'Ostphalie et ancêtre des Ascaniens, y fonda une collégiale qui selon certaines sources a été consacrée en présence de l'empereur Henri III du Saint-Empire le 10 juin 1046. Les aïeux d'Esico proviennent de la Souabe, sa mère était une fille d' Odo Ier, margrave de la marche de l'Est saxonne. Sa sœur Ute est mariée au margrave Ekkehard II de Misnie; les deux sont immortalisés par leurs statues dans la cathédrale de Naumbourg.
Le fils d'Esico, Adalbert II, est cité en 1033 dans les annales. Selon le chroniqueur Lambert de Hersfeld, il se range du côté d'Otton de Nordheim contre le roi Henri IV pendant la révolte des Saxons en 1072. Un an plus tard, il obtient la prévôté de l'abbaye de Nienburg qu'il dote le domaine de Ballenstedt. Son fils, Othon le Riche, était le premier à s'appeler un « comte de Ballenstedt » en 1106. En 1123, sous le règne d'Albert l’Ours, le futur margrave de Brandebourg, la collégiale a été convertie en un monastère bénédictin. Après son décès en 1170, Albert est enterré dans l'église du couvent.

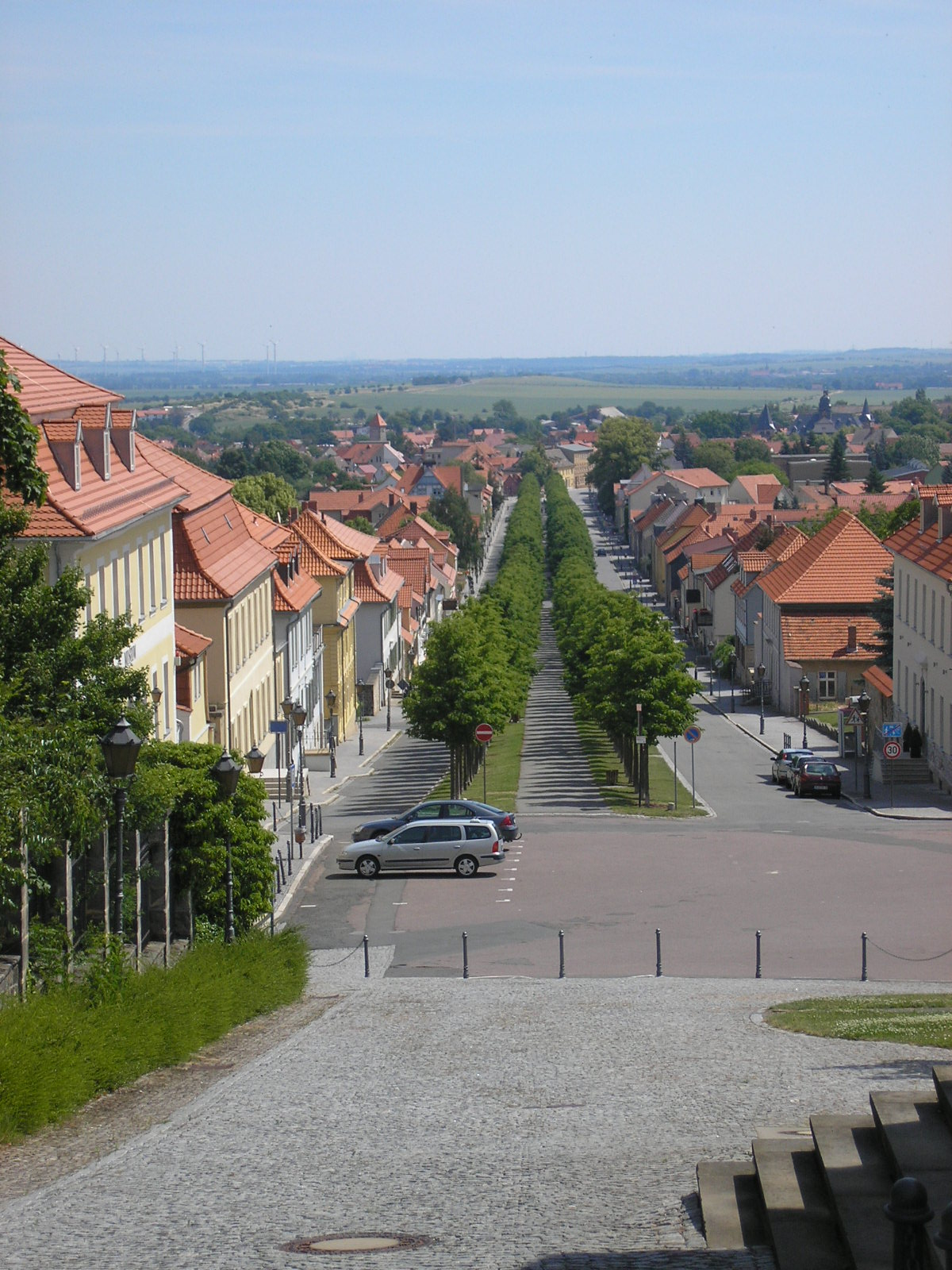
La grande allée, vue depuis le château.

À partir de 1218, Ballenstedt faisait partie de la principauté d'Anhalt, fondée par le petit-fils d'Albert, Henri Ier. À la mort d'Henri Ier en 1252, ses fils se partagèrent la principauté, et la localité passa à la lignée d'Anhalt-Aschersleben, puis à la principauté d'Anhalt-Bernbourg. Un village au pied du château est évoqué pour la première fois en 1297. Pendant la guerre des Paysans allemands, le monastère fut pillé et sécularisé en 1525 par le prince Wolfgang d'Anhalt. Ballenstedt a reçu les droits de ville en 1543.
Après les ravages de la guerre de Trente Ans, une nouvelle période de prospérité commence à la fin du XVIIe siècle. En 1865, le prince Frédéric-Albert d'Anhalt-Bernbourg proclama Ballenstedt sa ville de résidence. Le château fut totalement reconstruit en annexe du massif occidental de l'ancienne abbaye et confortablement aménagé; un théâtre a été construit en 1788, où plus tard des artistes réputés comme Franz Liszt et Albert Lortzing entrent en scène. Le parc du château est une œuvre du paysagiste Peter Joseph Lenné.
À partir de 1863, la ville était le centre administratif d'un arrondissement (Landkreis Ballenstedt) dans l'État d'Anhalt.

## Personnalités
- Johann Arndt, théologien luthérien, né le 27 décembre 1555 à Ballenstedt et mort le 11 mai 1621 à Celle
- Pauline d'Anhalt-Bernbourg, princesse souveraine de Lippe, née le 23 février 1769 à Ballenstedt et morte le 29 décembre 1820 à Detmold
- Caroline Bardua, artiste peintre, née le 11 novembre 1781 à Ballenstedt et morte le 2 juin 1864
- Wilhelmine-Louise d'Anhalt-Bernbourg, princesse de Prusse, née le 30 octobre 1799 à Ballenstedt et morte le 9 décembre 1882 à Eller (Düsseldorf)
- Adolf Zeising, psychologue, né le 24 septembre 1810 à Ballenstedt et mort le 27 avril 1876 à Munich.

## Jumelage
- Kronberg im Taunus , depuis 1988.
- Guldental
- Esquel
- Arklow
- Cleebourg